# Pualco Range Conservation Park
Pualco Range Conservation Park är en park i Australien. Den ligger i delstaten South Australia, omkring 240 kilometer norr om delstatshuvudstaden Adelaide.
Trakten runt Pualco Range Conservation Park är nära nog obefolkad, med mindre än två invånare per kvadratkilometer..
Omgivningarna runt Pualco Range Conservation Park är i huvudsak ett öppet busklandskap. Genomsnittlig årsnederbörd är 233 millimeter. Den regnigaste månaden är februari, med i genomsnitt 42 mm nederbörd, och den torraste är oktober, med 1 mm nederbörd.